# Dan Svátek
Dan Svátek (* 29. října 1975 Dačice, Československo) je český filmový režisér, scenárista a producent.
Jedním z prvních počinů Dana Svátka byl krátkometrážní film Soví řeka (1998), který získal ocenění na mezinárodních festivalech u nás i v zahraničí. Do kontaktu s profesionálním filmem přišel Svátek ještě na filmové škole. Jako praktikant režie se účastnil natáčení amerického velkofilmu režiséra Briana de Palmy Mission: Impossible (1998). Hned po studiích filmu vedly jeho kroky za hranice České republiky. Jako doprovod a člen natáčecího štábu se účastnil třináctiměsíční cyklistické expedice, která objela všechny světadíly na kole. Tuto výpravu popsal Dan Svátek v cestopisné knize s názvem Cesta kolem světa. 
Po návratu ze světa pracoval u filmu jako pomocný režisér. O pár měsíců později, v roce 2000, natočil povídku v triptychu tří režisérů Začátek světa. V roce 2002 debutoval svým vlastním celovečerním snímkem Zatracení (The Damned) pojednávající o mladíkovi, který byl zadržen při pokusu propašovat heroin z jihovýchodní Asie. Kromě jiných mezinárodních festivalů se účastnil hlavní soutěže filmového festivalu kategorie „A“ v Moskvě, kde soutěžil s tvůrci jako jsou Krzysztof Zanussi, Bob Rafelson, Kira Muratova nebo třeba Alexander Rogoškin. 
V roce 2005 natočil další, anglicky mluvený celovečerní film s názvem Blízko nebe (Close to Heaven), ke kterému si rovněž napsal scénář a film produkoval. Zatím předposledním celovečerním filmem Dana Svátka je Hodinu nevíš (2009), příběh nemocničního vraha, který byl natočen v česko-slovenské koprodukci. V České televizi natočil Svátek televizní thriller Occamova břitva (2012), který byl na největším televizním festivalu v Monte Carlu (tzv. televizní Oscaři) nominován na Zlatou nymfu za režii, nejlepší televizní film a nejlepší herce v hlavních rolích. 
Pro Českou televizi natočil Dan Svátek i třídílnou minisérii podle scénáře Josefa Klímy s názvem Reportérka (2015) s Jiřím Bartoškou, Tomášem Töpferem a Terezou Voříškovou v hlavních rolích a v roce 2019 i dvoudílnou minisérii Stockholmský syndrom. Dalším celovečerním filmem Dana Svátka jsou Úsměvy smutných mužů podle autobiografické knihy Josefa Formánka, který získal Cenu filmových fanoušků během ceny Český lev 2018.
V roce 2023 natočil film Dvě slova jako klíč. Snímek je stejně jako Úsměvy smutných mužů natočen po vzoru Formánkovy knižní předlohy.